# Manaria (Buccinidae)
Manaria là một chi ốc biển, là động vật thân mềm chân bụng sống ở biển trong họ Buccinidae.

## Các loài
Các loài trong chi Manaria gồm có:
- Manaria brevicaudata (Schepman, 1911)
- Manaria burkeae Garcia, 2008[2]
- Manaria canetae (Clench & Aguayo, 1944)
- Manaria chinoi Fraussen, 2005
- Manaria clandestina Bouchet & Waren, 1986
- Manaria formosa Bouchet & Waren, 1986
- Manaria fusiformis (Clench & Aguayo, 1941)
- Manaria galatheae (Powell, 1958)
- Manaria kuroharai Azuma, 1960
- Manaria lirata Azuma, 1960
- Manaria makassarensis Bouchet & Waren, 1986
- Manaria thurstoni Smith, 1906

synonym
- Manaria insularis Okutani, 1986[3]: đồng nghĩa của Chryseofusus chrysodomoides (Schepman, 1911)